# Сюга
Сюга (Сюгинка, удм. Сюгы) — река в России, протекает в Кизнерском и Можгинском районах Удмуртии. Левый приток реки Валы, впадает в 139 км от её устья. Длина реки — 35 км, площадь водосборного бассейна — 273 км². В 8,7 км от устья принимает по левому берегу реку Сюгаилку.

## География
Река Сюга (удм. Сюгы) берёт начало на Можгинской возвышенности к северо-западу от деревни Сюга-Какси. Течёт на восток, протекает по северным окраинам города Можга. Устье реки находится в 139 км по левому берегу реки Валы к северо-востоку от города Можга. Ширина реки около устья — 14 метров.

## Данные водного реестра
По данным государственного водного реестра России относится к Камскому бассейновому округу, водохозяйственный участок реки — Вятка от водомерного поста посёлка городского типа Аркуль до города Вятские Поляны, речной подбассейн реки — Вятка. Речной бассейн реки — Кама.
Код объекта в государственном водном реестре — 10010300512111100039160.